# فورتسکیو (نیوجرسی)
فورتسکیو (به انگلیسی: Fortescue) یک منطقهٔ مسکونی در ایالات متحده آمریکا است که در داوون، نیوجرسی واقع شده‌است. فورتسکیو ۲ متر بالاتر از سطح دریا واقع شده‌است.